# Муцураев, Тимур Хамзатович
Тиму́р Хамза́тович Муцура́ев (чечен. Муцӏурийн Хьамзатан кӏант Тимур; род. 25 июля 1976, Новые Атаги, СССР) — чеченский поэт, автор-исполнитель, участник первой (1994—1996) и второй чеченских войн (1999—2007) на стороне ВС ЧРИ. В 2000-е — командир Вооружённых сил Ичкерии, начальник штаба Руслана Гелаева. Его песни в основном посвящены борьбе за свободу Чечни, а также двум чеченским войнам и исламской религии, хотя заметное место в творчестве занимает тема любви к Родине. Некоторые его песни запрещены на территории РФ.
В 2007 году Муцураев раскритиковал упразднение Умаровым ЧРИ и провозглашение Имарата Кавказ, а также объявил о сложении оружия перед пророссийскими властями Чеченской Республики под гарантии Рамзана Кадырова, что не будет осуждён (по словам последнего).

## Биография
Тимур Муцураев родился 25 июля 1976 года в Грозном. Тайп — Беной. Выпускник средней школы № 30. С детства занимался спортом. В составе сборной Чеченской республики победил в первенстве России среди юниоров по Ушу саньда в 1994.
С конца 1994 года принимал участие в Первой чеченской войне, воевал в составе подразделений центрального фронта ЧРИ. После окончания штурма Грозного перешёл в отряд Руслана Гелаева. Был тяжело ранен в селе Сержень-Юрт, считалось, что он погиб.
В 2000 году Муцураев покинул республику. По одним данным, он уехал в Азербайджан и до 2008 года жил в Баку; по другим данным, он уехал в Турцию. В период с 2000 по 2008 годы он несколько раз посещал Украину.
В мае—июне 2008 года Муцураев сделал две аудиозаписи на чеченском языке, в которых обратился к «людям Хамзата» (имея в виду Руслана (Хамзата) Гелаева), сообщил, что встречался с Рамзаном Кадыровым, и призвал к прекращению братоубийственной войны между чеченцами. После этого на него посыпались обвинения в предательстве, но одновременно с этим в интернете появилось «Обращение Совета Амиров Джамаата Гелаева Хамзата» в его поддержку. С этого времени он проживает в Чечне, но музыкой больше не занимается[обновить данные]. Сейчас живет в селе Новые Атаги, разводит пчел и продает мёд.

## Творчество
Творчество Тимура Муцураева нашло свою популярность как в Чечне, так и за её пределами. Основным фактором для широкого распространения песен об исламе, джихаде, Чечне и друзьях под несложные гитарные мотивы являлся русский язык исполнения. В Чечне его творчество было популярно как у чеченских сепаратистов, так и среди российских солдат. Некоторые песни, позднее признанные в России экстремистскими, стали своеобразными «гимнами» сепаратистского движения в Чечне, что нашло отражение в том числе в художественной литературе о чеченском конфликте.
Свои песни Тимур Муцураев посвятил самым разнообразным темам, в основном религиозным и историческим, в том числе истории Чечни и её самобытности. Заметное место заняла в его творчестве тема любви — любви к женщине и любви к Родине. Однако наибольшую известность получили песни на стихи Аслана Яричева, занимающие в его творчестве центральное место.
По словам самого Тимура, наибольшее влияние на его творчество оказала рок-музыка 1990-х, в частности Metallica, Nirvana.

### «Добро пожаловать в ад» (1995)
Дебютный альбом Муцураева, записанный в 1995 году, когда ему исполнилось 19 лет. Название альбома и одноимённой песни из него — отсылка к самой популярной надписи, оставлявшейся чеченцами для российских солдат на стенах в Грозном во время первого штурма города, начавшегося 31 декабря 1994 года.

### «Гелаевский спецназ» (1996)
Второй альбом Муцураева. Написан в период его службы в батальоне «Борз» Руслана Гелаева. По сравнению с предыдущим, в этом альбоме больше композиций, многие из них посвящены погибшим на войне. Песня «Сержень-Юрт» посвящена погибшему другу Аслану Яхьяеву, вместе с которым они с конца 1980-х вместе профессионально занимались каратэ, а в 1994 году решили принять участие в боевых действиях. Несмотря на то, что песня вышла на втором альбоме Муцураева, по его признанию именно с этой песни началась его музыкальная карьера.

### «Русский солдат (Мама, забери меня из Чечни)» (1997)
Песня «Русский солдат (Мама, забери меня из Чечни)» написана якобы под впечатлением от неотправленного письма, найденного у погибшего русского военнослужащего. Песня была очень популярна среди российских военных. Федеральное командование пыталось наложить запрет на распространение песен Муцураева, но это не имело особого успеха в связи с большой популярностью данных песен.

### «Иерусалим» (1998)
Альбом и его заглавная песня считаются самыми известными из творчества Муцураева. Альбом посвящён войне на Святой земле, жизни, любви и антиизраильской тематике. Песня «Иерусалим» прозвучала в начале фильма Алексея Балабанова «Война». Исполнял её Муцураев, но звучала она в ускоренном темпе (по сравнению с оригиналом) и прозвучала не полностью. Публицист Авраам Шмулевич расценивает песню как «вопиюще антиизраильскую», приводя выдержки из интервью Муцураева, где певец подчёркивает необходимость «покорения» Иерусалима. Песня находится в списке экстремистских материалов, и, несмотря на свободное распространение фильма «Война», распространение самой песни в России может быть расценено как «массовое распространение экстремистских материалов», что является административным правонарушением. Тема Иерусалима встречается в других песнях Муцураева.

### «ИншаАллах, сады нас ждут» (2001)
В названии альбома присутствует ритуальное молитвенное восклицание, используемое в мусульманских странах как знак смирения мусульманина перед волей Аллаха.
Песня «Наши сёстры» посвящена 17-летней Хаве Бараевой, взорвавшей себя в грузовике со взрывчаткой рядом с российским блокпостом.

### Запрет песен в России
Дело о признании песен Муцураева экстремистскими поступило в Юргинский городской суд Кемеровской области в декабре 2008 года, но решение о запрете 20 песен было вынесено только 14 апреля 2010 года. Сколько именно песен рассматривалось в суде изначально неизвестно, но по данным аналитического центра «Сова» прокуратура пыталась запретить около 100 песен. Большинство песен Муцураева до сих пор доступны для прослушивания, но размещение песен, включённых в Федеральный список экстремистских материалов, преследуется. Например, 25 января 2013 года мировой судья участка № 37 Малоярославецкого района Калужской области привлёк к административной ответственности и оштрафовал жителя Малоярославецкого района, разместившего песню «Чеченцы» на своей странице ВКонтакте.
В большей степени запрет относится к песням на стихи Аслана Яричева. Однако другие песни Муцураева не вызывают претензий у российских властей, и другие артисты даже публично исполняют их.
28 декабря 2020 на основе решения Советского районного суда г. Брянска от 7 сентября 2020 года в Список экстремистских материалов на территории РФ под номерами 5141 и 5142 были внесены композиции «Гелаевский спецназ» и «Шамиль ведет отряд».

## Дискография
1. Добро пожаловать в ад!
2. Кровавый горизонт
3. Летят года
4. Миротворцы
5. Чеченец я
6. Грозный, ты держал врага
7. Край моих отцов
8. Ночная тоска
9. Город мой
10. Первомайское
11. Чеченский спецназ
12. Чечня — стон ушедших сыновей
13. Шатой

1. Аллаху Акбар
2. Бамут
3. Гелаевский спецназ
4. Горит огонь
5. Город живет
6. Дорожи друзьями
7. Имя твое - Грозный
8. Король и пастух
9. Кровь за любовь
10. Мне больно, я устал
11. Посвящается Хачукаеву Магомеду
12. Посвящается Яхьяеву Аслану
13. Предатели (Оппозиционер)
14. Самашки
15. Сержень - Юрт
16. Судьба не балует (Чеченский атом - гранатомет)
17. Цена свободы (Свободна, милая Чечня)
18. Шамиль ведет отряд

1. Чечня в огне
2. Самашки
3. Чеченцы
4. Мы вернёмся, Грозный
5. Шамиль ведет отряд

1. За Родину, за веру, за свободу
2. Даймохк
3. Байсангур
4. Рай под тенью сабель
5. Война
6. Джохар
7. Святые воины Чечни
8. Вставай, Чечня!
9. Аварское село
10. Город смерти
11. Гӏазотех кхелхина кӏенти
12. Слёзы печали

1. Гимн
2. День возмездия
3. Гуниб
4. Соломон
5. Жизни путь лишь один
6. Жизни суета
7. Нет дороги назад
8. Ветер
9. Необъятные дали
10. Иерусалим
11. Я уйду
12. Исламская умма
13. Погасли свечи
14. Никогда не падай духом

1. Ночь
2. Душа поступит к горлу
3. Единобожие
4. Конец войне
5. Армия свободы
6. Не зови
7. О милость дарующий
8. О, Русь, забудь былую славу
9. Коран — священное писанье
10. Млечный путь
11. Прощай
12. Сын Адама
13. Гимн (В ту ночь, когда рождались волки)

1. Мы Нахи из народа Ноя
2. Жизнь прошла
3. Мой Грозный
4. Эй, шахид
5. Великий джихад
6. Хадис пророка
7. Туман над горами встает
8. Звени струна
9. Мир содрогнись
10. Шейх Мансур

1. Пророк Муса (хадис)
2. 12 тысяч моджахедов
3. Священный джихад (Восстань, Муслим)
4. Аллах, свобода и джихад
5. Коран — священное писанье
6. Знай вечны будут райские сады

1. Наши сёстры
2. Молитва моджахеда
3. Чеченский Карфаген
4. Будь проклят ты, Сталин
5. Исламская Умма
6. Исламская Реконкиста
7. Иншаллах, сады нас ждут
8. Проданные крылья Джихада
9. Галерея памяти — Шахиды в Судный День

1. 18 лет
2. Бамут
3. Грозный, жди
4. Земля отцов
5. Кавказ, моя отчизна
6. Ночи огня (Здравствуй, ночь)

## Награды
Приказом командующего Юго-западным фронтом ВС ЧРИ Хамзата Гелаева от 3 марта 1997 года Тимур Муцураев был награждён именным оружием — пистолетом ТТ.